# Isadora Duncan

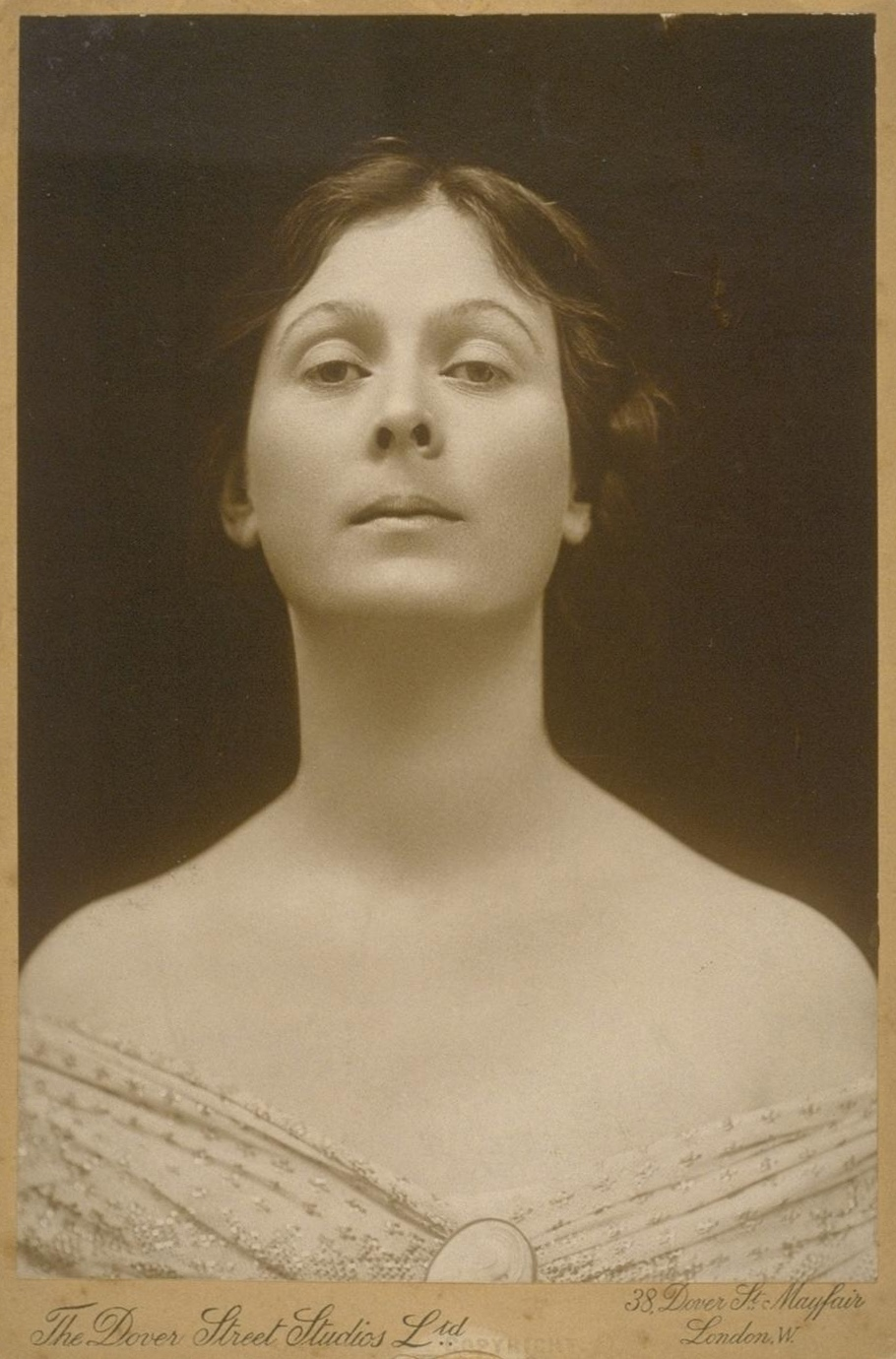
Isadora Duncan, um 1909

Angela Isadora Duncan (* 27. Mai 1877 in San Francisco, USA; † 14. September 1927 in Nizza, Frankreich) war eine US-amerikanische Tänzerin und Choreografin. Duncan war Wegbereiterin des modernen sinfonischen Ausdruckstanzes, entwickelte ein neues Körper- und Bewegungsempfinden, das sich am griechischen Schönheitsideal orientierte, und setzte als erste klassische Konzertmusik tänzerisch um. Als Gegnerin des klassischen Balletts versuchte sie, den Tanz der Antike wiederzubeleben.

## Leben

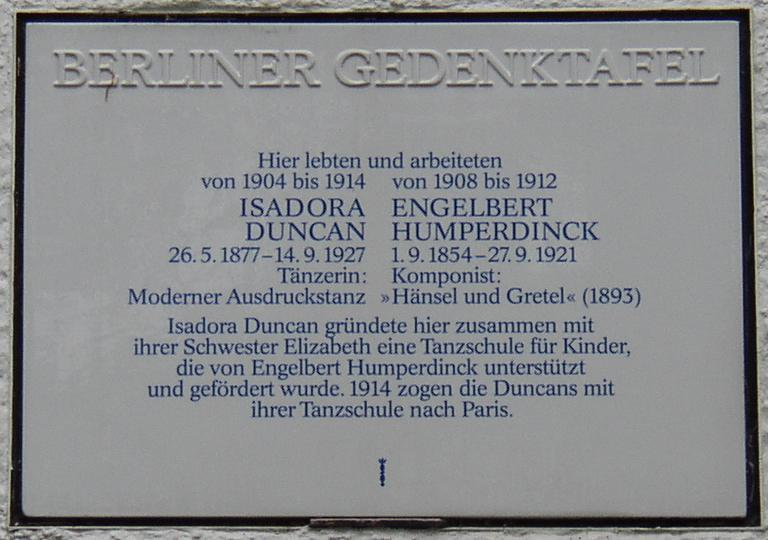
Berliner Gedenktafel in Berlin-Grunewald

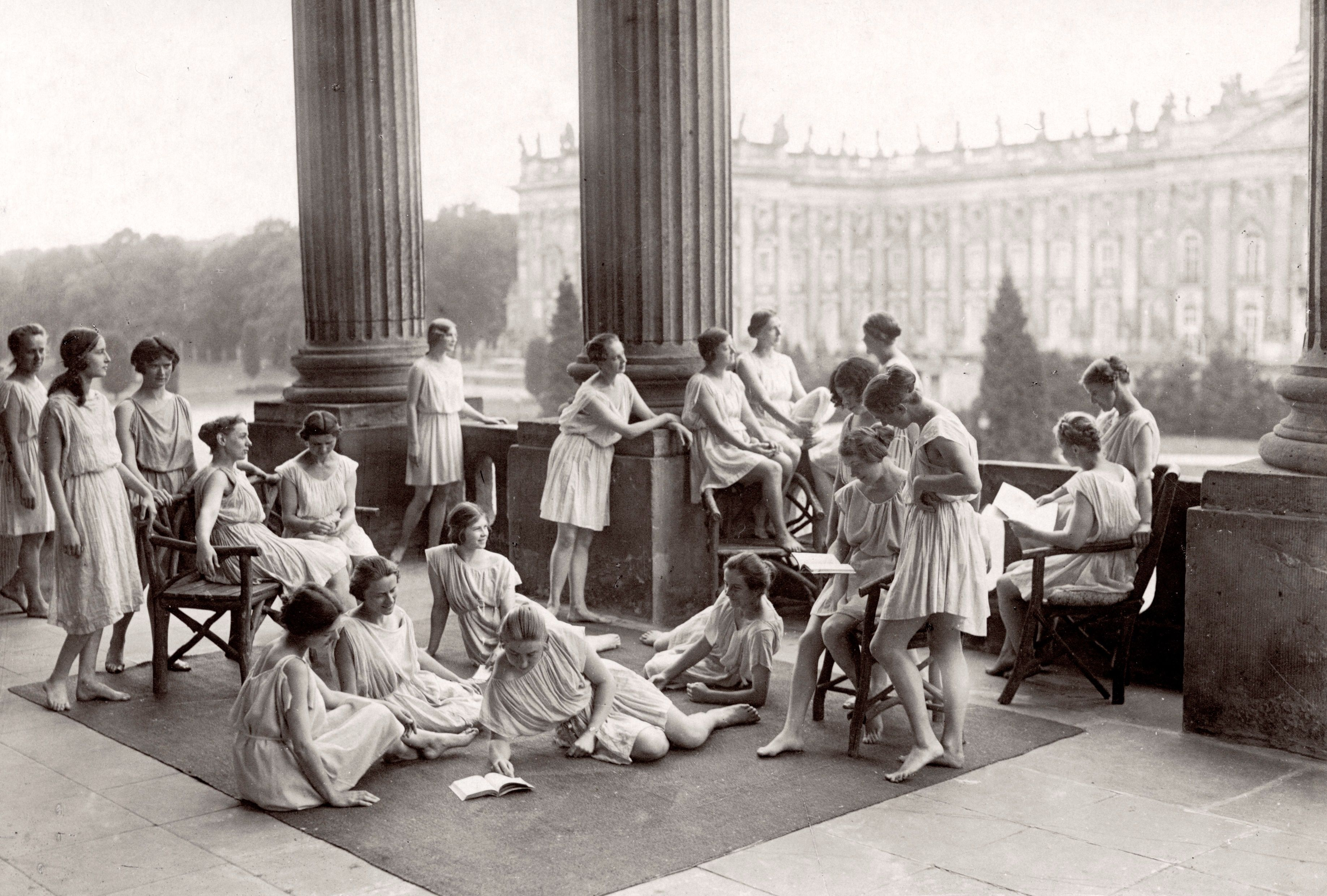
Tanzschülerinnen in den Communs des Neuen Palais im Park Sanssouci in Potsdam

Isadora Duncan kam als Tochter einer aus Irland in die USA eingewanderten Familie in San Francisco (Kalifornien) zur Welt. Nach der Scheidung der Eltern wuchs Isadora zusammen mit drei Geschwistern bei ihrer als Musiklehrerin arbeitenden Mutter auf. Die Familie war arm, jedoch herrschte eine musische Atmosphäre. 1899 kehrte Isadora mit ihrer Mutter und den Geschwistern nach Europa zurück.
Bereits als Zwölfjährige hielt Isadora Duncan die Ehe für sinnlos. In ihren Memoiren schrieb sie später:
„Diese ungerechte Benachteiligung der Frauen machte tiefen Eindruck auf mich. Das Schicksal meiner Mutter vor Augen, beschloss ich bereits damals, mein ganzes Leben im Kampf gegen die Ehe zu verbringen. Ich wollte für die Emanzipation kämpfen, für das Recht jeder Frau, Kinder zu haben, wie es ihr beliebte …“
Schon als Kind lehnte Isadora Duncan das klassische Ballett ab und entwickelte einen eigenen Tanzstil. Mit 16 Jahren änderte sie ihren Vornamen in „Isadora“ ab. In Chicago und New York trat sie zum ersten Mal mit wenig Erfolg öffentlich auf. Nach dem Verlassen der USA mit 21 Jahren feierte Duncan in London ihre ersten künstlerischen Erfolge. Ihr Aufstieg setzte sich in Paris fort und führte sie über Berlin und Moskau wieder nach Paris zurück. Auf Tourneen bereiste sie halb Europa und gastierte in den Metropolen Süd- und Nordamerikas.

Reproduktion eines Fotos in Das interessante Blatt vom 1. Mai 1913, S. 10, Bildtext:
„Tragödie der Kinder der Isadora Duncan: Hebung des in der Seine versunkenen Automobils, mit welchem die beiden Kinder der Duncan und deren Erzieherin ums Leben kamen.“

Zusammen mit ihrer Schwester Elizabeth Duncan (1871–1948) gründete Isadora Duncan 1904 in Berlin-Grunewald eine Internats-Tanzschule, in der Kinder kostenlos von frühester Jugend an in ihrem Sinne ausgebildet wurden. Körper, Seele und Geist der Schülerinnen sollten sich gleichermaßen entwickeln. Die Schule übersiedelte 1911 nach Darmstadt, 1921 nach Potsdam und dann 1925 auf das Schloss Klessheim bei Salzburg. Im Jahr 1936 wurde das gesamte Institut in die Kaulbachstraße in München verlegt. Die Leitung der Schule hatte seit 1910 Elizabeth Duncan mit Unterstützung von Max Merz und Gertrud Drück.
In Berlin verliebte sich Isadora Duncan in den britischen Schauspieler, Regisseur und Bühnenbildner Edward Gordon Craig (1872–1966). Er wurde ihr Lebensgefährte, sie beglich seine alten Schulden und neuen Rechnungen und brachte am 24. September 1906 die Tochter Deirdre Beatrice Duncan zur Welt. Nach einjähriger Liaison musste sie sich von ihm sagen lassen: „Es kann nicht ewig dauern“.
Bei ihren Auftritten zog Isadora Duncan ihr Publikum vom ersten Augenblick an in ihren Bann. Sie erschien vor einem großen blauen Bühnenvorhang, blieb lange unbeweglich stehen, näherte sich bei den ersten Takten der Musik mehr schreitend als tänzerisch der Rampe, hielt die Arme wie zur Bekrönung über den Kopf und wartete so lange, bis sie die Zuschauer in ihrer Gewalt hatte. Sie tanzte korsettlos und barfuß sowie in griechisch-römischen Gewändern, in Chiton und Tunika, die den Blick auf die entblößten Arme und Beine weitgehend freigaben.
Nach Gordon Craig wurde der Nähmaschinen-Erbe Paris Singer (1867–1932) von 1910 bis 1913 der Lebensgefährte von Isadora Duncan. Noch im ersten Jahr ihrer Verbindung brachte sie am 1. Mai 1910 den gemeinsamen Sohn Patrick Augustus Singer zur Welt.
Am 19. April 1913 starben beide Kinder bei einem Autounfall in Neuilly-sur-Seine, einem Vorort von Paris. Ihr Chauffeur hatte vergessen, die Handbremse anzuziehen, als er ausstieg, um den in einer Kurve abgestorbenen Motor erneut zu starten. Das Auto rollte in die Seine und die Kinder und das Kindermädchen, Annie McKessack Sim, ertranken. Nach dem Tod ihrer Kinder begann Isadora Duncan zu trinken, wurde füllig und verlor ihre äußerlichen Reize. Sie scherzte resignierend: „Ich liebe Kartoffeln und junge Männer.“ Ihr späteres drittes Kind (ein Sohn) starb kurz nach der Geburt. Der Vater war der italienische Bildhauer Romano Romanelli, mit dem sie eine kurze Affäre hatte.

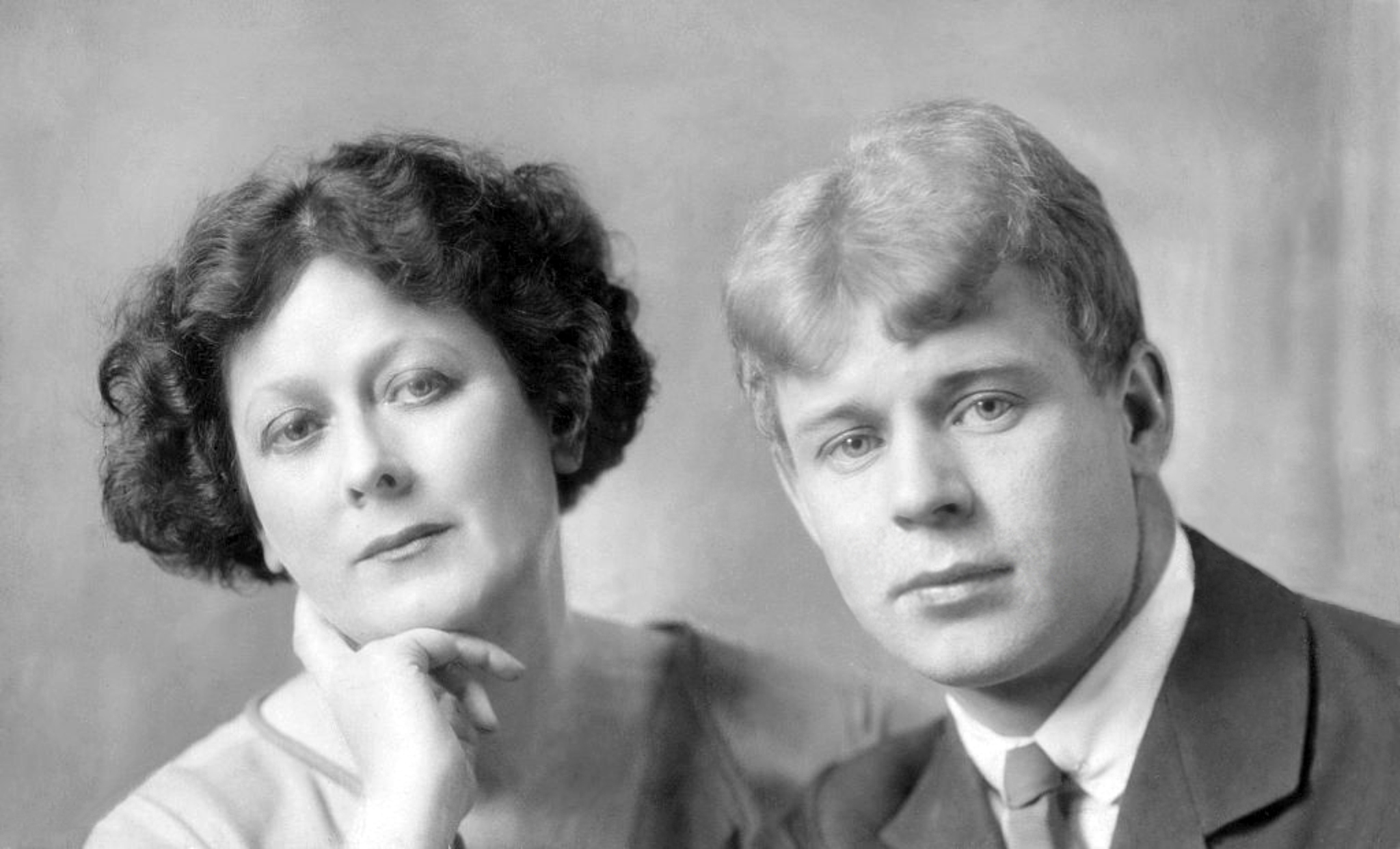
Duncan 1923 zusammen mit Sergei Jessenin

In der Zeit von Rudolf von Labans Sommertanzschule, 1913 bis 1918, hielt Duncan sich auf dem Monte Verità bei Ascona auf. Im Jahr 1922 heiratete sie in Moskau den 26 Jahre alten russischen Dichter Sergei Jessenin (1895–1925), der sie jedoch im Mai 1923 nach einer Tournee in den USA verließ und nach Moskau zurückkehrte, wo er sich 1925 das Leben nahm.
Duncan starb mit 50 Jahren in Nizza. Als Beifahrerin in einem offenen Amilcar Type CGSS, den der italienischstämmige Nizzaer Autohändler und spätere Rennfahrer Benoît Falchetto (1900–1983) fuhr, verfing sich auf der Promenade des Anglais ihr Seidenschal in dem Speichenrad des Sportwagens. Der sich verkürzende Schal strangulierte sie; durch die Zugkraft erlitt sie wohl auch einen Genickbruch, so dass sie noch am Unfallort starb.
Fraglich ist, ob sie – wie die Presse berichtete – am Hals aus dem Wagen gerissen wurde.
Gertrude Stein soll den Strangulations-Tod mit dem häufig zitierten Ausspruch: „Affectations can be dangerous.“ („Affektiertheit kann gefährlich sein.“) kommentiert haben.
Duncans Asche ist in Paris auf dem Père-Lachaise beigesetzt, wo auch ihre Kinder ruhen.

## Kunstverständnis

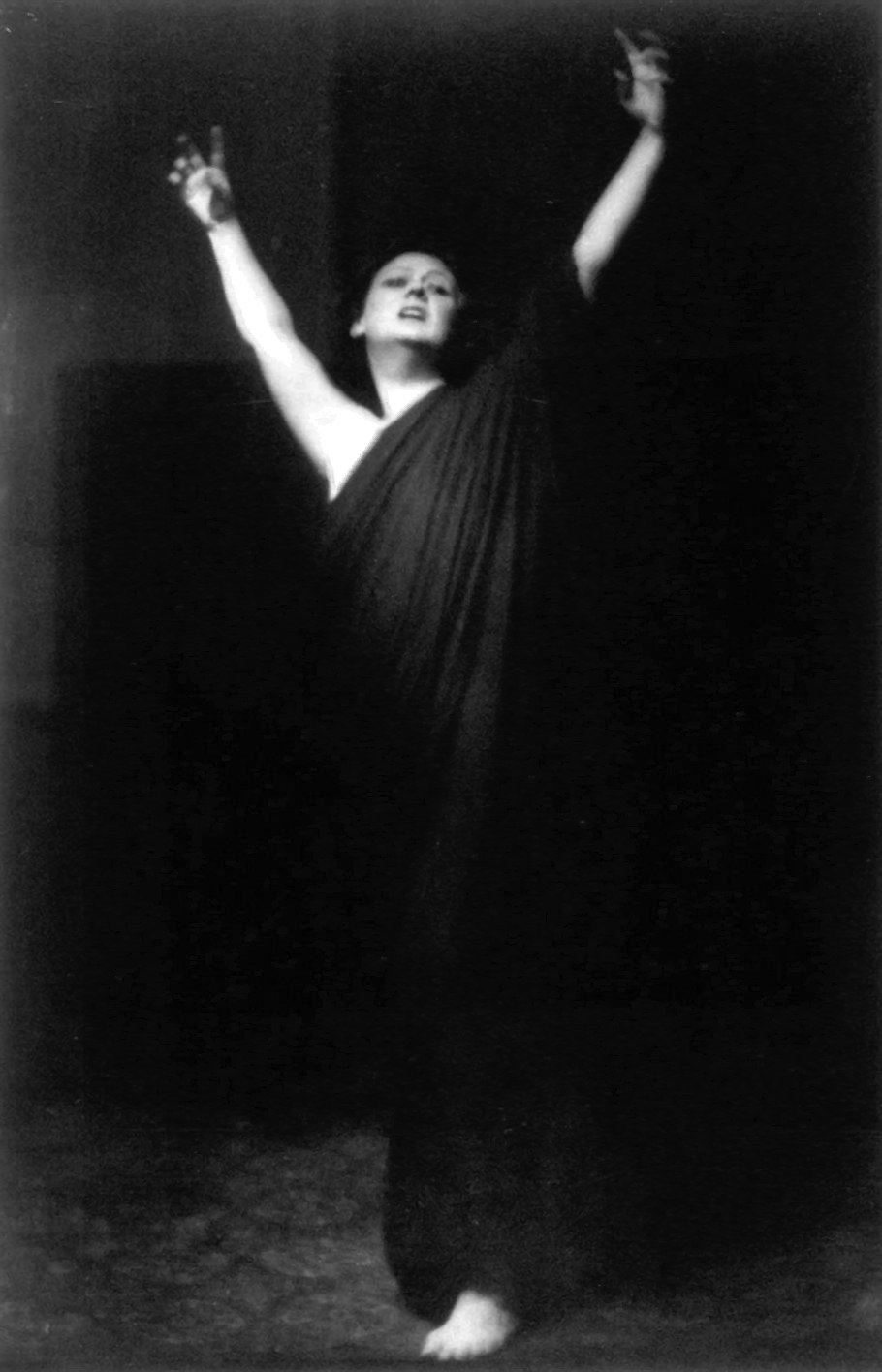
In Marseillaise, Fotografie von Arnold Genthe

### Kritik am Ballett
Das klassische Ballett besitzt eine lange Tradition. Im 17. Jahrhundert entstanden, hat sich im Verlauf der Zeit ein streng kodifiziertes Bewegungssystem entwickelt. Balletttänzer müssen ihre Körper vertikal ausrichten, die Beine aus der Hüfte nach außen drehen und die Schwerkraft (scheinbar) überwinden. Bei Tänzerinnen kommt die Spitzentechnik hinzu. Isadora Duncan zog zeit ihres Lebens gegen diese Form des Bühnentanzes zu Felde. 1903 schrieb sie in ihrem Manifest The Dance of the Future:
„The expression of the modern school of ballet (…) is an expression of degeneration, of living death. All the movements of our modern ballet school are sterile movements because they are unnatural: their purpose is to create the delusion that the law of gravitation does not exist for them. (…) To those who nevertheless still enjoy the movements, for historical or choreographic or whatever other reasons, to those I answer: They see no farther than the skirts and tricots. But look – under the skirts, under the tricots are dancing deformed muscles. Look still farther – underneath the muscles are deformed bones. A deformed skeleton is dancing before you. This deformation through incorrect dress and incorrect movement is the result of the training necessary to the ballet.“
(Deutsch: Der Ausdruck der modernen Ballettschule ... ist ein Ausdruck von Degeneration, von lebendigem Tod. Alle Bewegungen in unserer modernen Ballettschule sind sterile Bewegungen, weil sie unnatürlich sind: ihr Zweck ist es, die Fehleinschätzung zu schaffen, dass das Gesetz der Schwerkraft für sie nicht existiert. ... Denjenigen, die trotzdem diese Bewegungen genießen, aus historischen oder choreographischen und welchen Gründen auch immer, antworte ich: Sie sehen nicht weiter als die Hemdchen und die Röckchen. Aber sehen Sie: unter den Röckchen, unter den Hemdchen sind vom Tanz deformierte Muskeln. Und schauen Sie noch weiter unter den Muskeln sind deformierte Knochen. Vor Ihnen tanzt ein deformiertes Skelett. Diese Deformation durch falsche Kleidung und falsche Bewegung ist das Ergebnis des Trainings, das für das Ballett notwendig ist.)

### Rückkehr zur Natur
Isadora Duncans Kritik richtete sich nicht allein gegen das Ballett, sondern auch gegen die Zivilisation an sich: Der moderne Mensch werde seiner eigentlichen Natur entfremdet. Mit ihrem Tanz suchte Duncan zu einem unverfälschten Dasein zurückzukehren.
Freie, unverbildete Tanzbewegungen und tanzende Menschen im harmonischen Einklang mit sich selbst und mit der Natur: So sah Isadora Duncans Idealvorstellung aus. I see dance motifs in all things about me. All true dance movements possible to the human body exist primarily in Nature, (deutsch: Ich sehe Tanzmotive in allen Dingen um mich herum. Alle wirklichen Tanzbewegungen, die der menschliche Körper vollbringen kann, existieren zuerst in der Natur.) notierte sie in ihrem Aufsatz The Dancer and Nature. Dieses Naturverständnis stützte sich auf verschiedenste Quellen: auf die griechische Antike, auf die Malerei der Renaissance, auf die Kunst Auguste Rodins oder auf die Schriften Walt Whitmans, Ernst Haeckels und Friedrich Nietzsches. Bereits hier ging es nicht um Natur an sich, sondern um bestimmte Ideen von Natur. Hierzu gehörte auch das Konzept Nacktheit, die sich sowohl aus der griechischen Antike als auch späteren Konzepten speiste. Weiterhin entwickelte Isadora Duncan ihr Naturkonzept als Gegenmodell zum Ballett und zu den Einschränkungen der Zivilisation: Ihre Anschauungen erweisen sich als ein eng mit gesellschaftlichen Diskursen verbundenes Konstrukt.

### Tanz als Religion
Isadora Duncan lehnte den Katholizismus und alle anderen, in ihrer Heimat USA zirkulierenden religiösen Tendenzen radikal ab:
„Schon seit meiner frühesten Kindheit empfand ich gegen alles, was mit Kirche und christlichem Pomp verbunden ist, ausgesprochenen Widerwillen. Die Lektüre der Werke Ingersolls und Darwins sowie der heidnischen Philosophen hat diese Antipathie nur noch gefestigt.“
Im Gegenzug wertete sie den Tanz zu göttlicher Bedeutung auf. In ihren Reden und Schriften umschrieb sie die Tanzkunst mit Vokabeln wie „göttlich“, „heilig“ und „religiös“. So sagte sie 1903 in Berlin: Dancing is the ritual of the religion of physical beauty. Für Isadora Duncan traten der Tanz und die Kunst im Allgemeinen an die Stelle des christlichen Gottesdienstes. Dieses Religionsverständnis liegt im philosophischen und künstlerischen Verständnis des ausgehenden 19. Jahrhunderts begründet. Unter anderem Richard Wagner, Friedrich Nietzsche und Auguste Rodin sprachen sich für die Verlagerung religiöser Werte auf die Kunst und künstlerisch tätige Menschen aus. Isadora Duncan selbst stützte sich maßgeblich auf Nietzsche. Dieser hatte das Christentum harsch kritisiert. Sein Aphorismus Gott ist tot ist zum geflügelten Wort geworden. Weiterhin erklärte er die Kunst zur wirkungsvollen Ersatzreligion. In Die fröhliche Wissenschaft heißt es: „[I]ch wüsste nicht, was der Geist eines Philosophen mehr zu sein wünschte, als ein guter Tänzer. Der Tanz nämlich ist sein Ideal, auch seine Kunst, zuletzt auch seine einzige Frömmigkeit, sein ‚Gottesdienst‘ …“ Isadora Duncan las Nietzsches Schriften, ließ sich von seinen Anschauungen inspirieren und bezeichnete ihn als einen der „größten Seher der Menschheit“.

### Bezug auf die griechische Antike

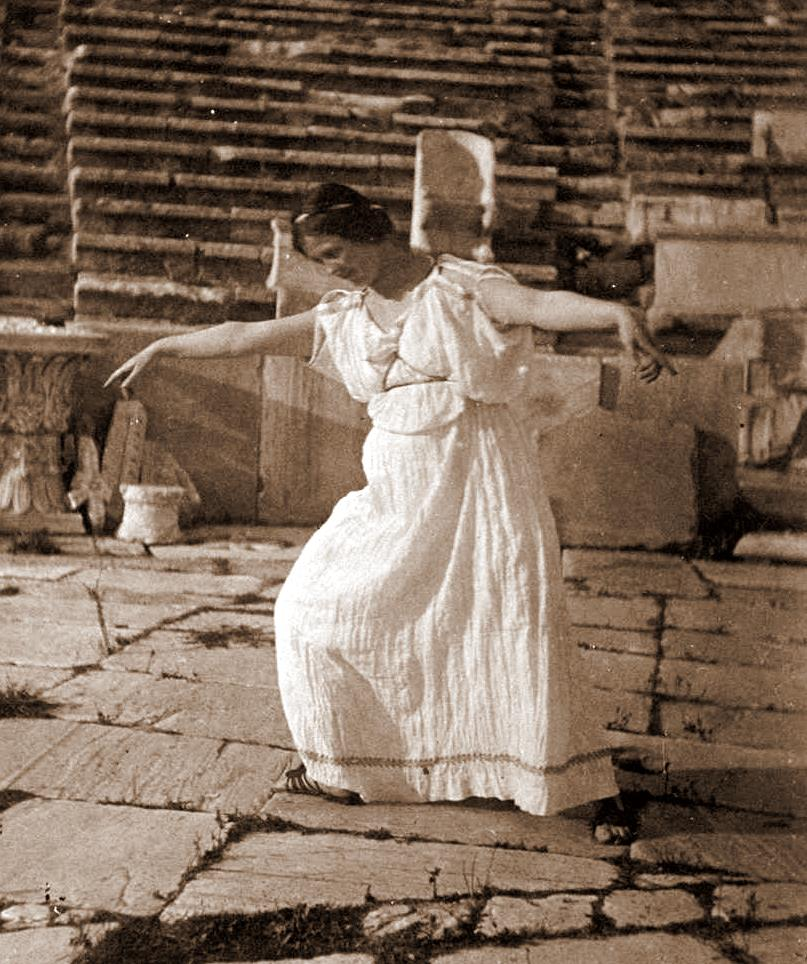
Im Dionysostheater von Athen. Fotografie: Raymond Duncan, 1903

Isadora Duncan verband ihre Ideale eines an der Natur orientierten und religiösen Tanzes untrennbar mit der Antike. In den Kulturgütern des antiken Griechenlands glaubte sie, ausschlaggebende Vorbilder für natürliche Tanzbewegungen und naturbelassene Tänzerkörper zu entdecken. Ihre charakteristischen Kostüme entlehnte sie der Kleidung der Antike: Sie bevorzugte leichte und lockere Tuniken, trug kein Korsett und tanzte mit bloßen Beinen und Füßen. Weiterhin galt ihr Dionysos, der griechische Gott des Weines, der Natur und der Ekstase, als Sinnbild entfesselter und ungehemmter Tanzkunst. Auch sakrale Werte sollten durch die Rückbesinnung auf die Antike wirkungsvoll zum Ausdruck kommen. Isadora Duncan versuchte, die Grundlagen der Vergangenheit für ihre eigene Zeit nutzbar zu machen:
To return to the dances of the Greeks would be as impossible as it is unnecessary. We are not Greeks and therefore cannot dance Greek dances. But the dance of the future will have to become again a high religious art as it was with the Greeks. (Deutsch: „Zu den Tänzen der Griechen zurückzukehren, wäre genauso unmöglich wie es unnötig ist. Wir sind keine Griechen und können daher kein griechischen Tänze tanzen. Aber der Tanz der Zukunft muss wieder eine hohe religiöse Kunst werden wie er es bei den Griechen war.“)
Nicht zuletzt spielt der Chor des antiken Theaters eine ausschlaggebende Rolle. „Chor“ geht auf das griechische Wort „chorós“, auf die Vokabel für Tanz oder Reigen, zurück. In Aufführungen antiker Dramen vermittelte der Chor zwischen dem Bühnengeschehen und den Zuschauern. Wie Isadora Duncan schrieb, habe der Chor archetypische Facetten wie Freude, Vergnügen und Schmerz zum Ausdruck gebracht und das Publikum unmittelbar eingebunden. Auch diese historischen Aufgaben bezog sie in ihre Zukunftsvision des Tanzes ein. Denkanstöße fand sie bei Friedrich Nietzsche. Bereits Nietzsche schrieb in Die Geburt der Tragödie über das Dionysische, den antiken Chor und die Bedeutung des alten Griechenlands für die Gegenwart.

### Politische Choreografien
Für Isadora Duncan war Tanz nie lediglich l’art pour l’art. Ihr lag daran, die Gesellschaft zu verändern und Reformen anzustoßen. Zugleich bündelten sich in einigen ihrer Choreografien konkrete politische Visionen. 1915 präsentierte Isadora Duncan in New York ihre allererste Choreografie mit einer klaren politischen Aussage: ihre Marseillaise. Angesichts des Ersten Weltkrieges wollte sie die Amerikaner auffordern, ihrer damaligen Wahlheimat Frankreich beizustehen. 1917 übertrug sie die Marseillaise auf die politische Situation Russlands und machte sich für die Russische Revolution stark. Weiterhin kreierte sie ihren Slawischen Marsch zur Musik Peter Tschaikowskis. Hier versetzte sie sich in die Situation der Arbeiter und Soldaten, die gegen die Zarenregierung aufbegehrten:
„Bewegungen der Verzweiflung und Empörung hatten mich seit jeher am meisten angezogen, und ich versuchte immer wieder, in meiner roten Tunika die Revolution sowie die gewaltsame Auflehnung der Unterdrückten gegen die Tyrannei zu versinnbildlichen.“
Dann wiederum trat sie für ihr Heimatland Amerika ein. In Erinnerung an ihre USA-Tournee des Jahres 1917 erklärte sie ihre Tänze in ihren Memoiren zum Sinnbild der amerikanischen Wesensart: „[I]ch sah Amerika tanzen!“ Der Tanz sollte „einer Vollendung entgegenstreben, einer neuen großen Lebensauffassung, durch die Amerika zum Ausdruck gelangt“.

### Feminismus

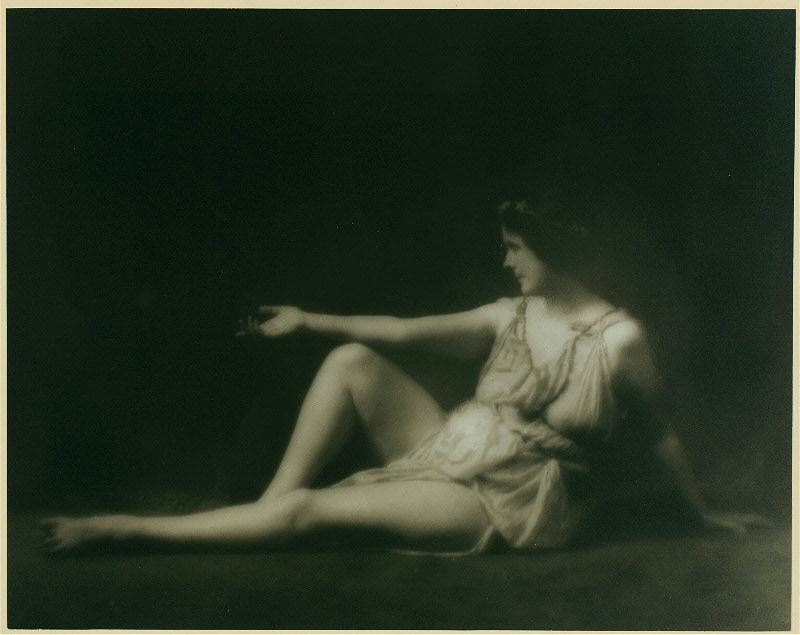
In griechischer Pose mit Tunika

Seit frühester Jugend setzte sich Isadora Duncan für den Feminismus und für ein selbstbestimmtes Leben der Frauen ein. Sie wuchs in einer Zeit auf, in der die Frauenbewegung erste Errungenschaften erzielte. Beispielsweise erhielten Frauen seit dem ausgehenden 19. Jahrhundert Zugang zu höheren Bildungswegen und zum Universitätsstudium. In den ersten Dekaden des 20. Jahrhunderts kam in mehreren europäischen Ländern das Wahlrecht hinzu. Nach dem Ersten Weltkrieg legten Frauen das Korsett ab und bewegten sich ungezwungener als noch in der Vergangenheit.
Das Zeitgeschehen schuf einen Rahmen für Isadora Duncans Selbstverständnis. Sie kritisierte die geltenden Ehegesetze, die verheiratete Frauen zu einem weitgehend rechtlosen Dasein verurteilten. Darüber hinaus forderte sie das Recht auf freie Sexualität. Sie selbst lebte ihren Zeitgenossen ihre Weltanschauung vor. So brachte sie drei Kinder von drei verschiedenen Männern zur Welt und war mit keinem von ihnen verheiratet: weder mit Edward Gordon Craig noch mit Paris Singer und dem Bildhauer Romano Romanelli. Isadora Duncans feministische Ansichten schlugen sich gleichfalls in ihrer Tanzkunst nieder. Sie betrachtete das Ballett als Sinnbild gesellschaftlicher und patriarchalischer Restriktionen. Freie, den Grundlagen der Natur verpflichtete Tänze sollten jeder Frau effektive Möglichkeiten eröffnen, sich aus bestehenden Zwängen zu befreien:
She will dance […] in the form of woman in her greatest and purest expression. She will realize the mission of woman’s body and the holiness of all its parts. She will dance the changing life of nature, showing how each part is transformed into the other. From all parts of her body shall shine radiant intelligence, bringing to the world the message of the thoughts and aspirations of thousands of women. She shall dance the freedom of woman. (Deutsch: „Sie wird (...) in der Art der Frau in ihrer großartigsten und reinsten Form tanzen. Sie wird das sich verändernde Leben der Natur tanzen, indem sie zeigt, wie jeder Teil in den anderen transformiert wird. Aus allen Körperteilen soll strahlende Intelligenz scheinen, und somit der Welt die Botschaft der Gedanken und Bestrebungen tausender Frauen bringen. Sie wird die Freiheit der Frau tanzen.“)

## Choreografien (Auswahl)
- Primavera – Uraufführung: um 1900.
- Iphigenia in Tauris – Uraufführung: um 1902; Musik: Christoph Willibald Gluck (Auszüge aus Iphigenie in Tauris)
- Ave Maria – Uraufführung: Januar 1915; Musik: Franz Schubert
- Marseillaise – Uraufführung: 1915; Metropolitan Opera New York; Musik: Claude Joseph Rouget de Lisle (La Marseillaise)
- Slawischer Marsch – Uraufführung: 26. April 1917; Metropolitan Opera New York; Musik: Peter Tschaikowski (Slawischer Marsch)

## Schriften
- Ein Besuch bei Loie Fuller. In: Eberhard Gockel, Ulrich Steiner (Hrsg.): Ballett-Journal / Das Tanzarchiv. Zeitung für Tanzpädagogik und Ballett-Theater. 34. Jahrgang, Nummer 1/1. Februar 1986, S. 55.
- Isadora Speaks. Herausgegeben von Franklin Rosemont. Charles H. Kerr, San Francisco 1981, ISBN 0-88286-227-8.
- „Your Isadora“. The Love Story of Isadora Duncan and Gordon Craig. Briefwechsel. Herausgegeben von Francis Steegmuller. Random House, New York 1974, ISBN 0-394-48698-6.
- The Art of the Dance. Herausgegeben von Sheldon Cheney. Theatre Art Books, New York 1969
- Memoiren. Amalthea Verlag, Zürich/Leipzig/Wien 1928.
- Der Tanz der Zukunft. Eine Vorlesung. Verlag E. Diederichs, Leipzig 1903 [2. Auflage mit neuer Einleitung Jena 1929].
- I’ve only danced my life: Die Autobiografie der Isadora Duncan. Parthas Verlag, Berlin 2016, ISBN 978-3-86964-098-3.

## Verfilmungen

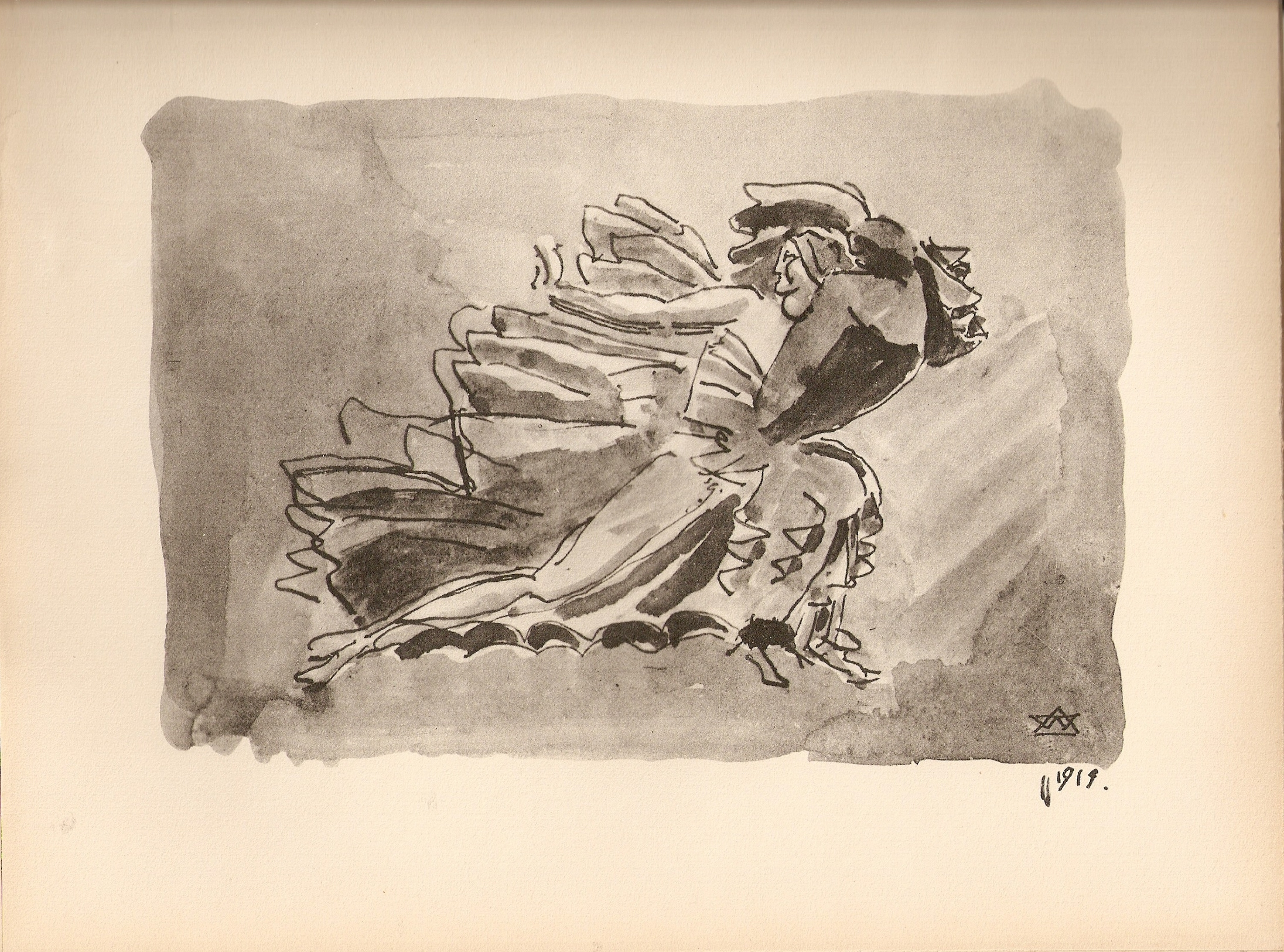
Isadora Duncan. Illustration von Antoine Bourdelle

1966 entstand Ken Russells Fernsehfilm Isadora Duncan. The Biggest Dancer in the World. Die Hauptrollen spielten Vivian Pickles (Isadora Duncan), Peter Bowles (Paris Singer) und Alexei Jawdokimov (Sergei Yessenin).
1968 wurde die Lebensgeschichte der Tänzerin unter dem Titel Isadora verfilmt. Regie führte Karel Reisz. Das Drehbuch stammte von Melvyn Bragg und Clive Exton: Es basierte auf Isadora Duncans Memoiren und Sewell Stokes’ Biografie Isadora Duncan. An Intimate Portrait. Die Titelrolle spielte Vanessa Redgrave. Edward Gordon Craig wurde von James Fox und Paris Singer von Jason Robards verkörpert. Als Sergei Yessenin war Zvonimir Črnko zu sehen.
1989 kam Dan Gellers und Dayna Goldfines Dokumentation Isadora Duncan. Movements from the Soul heraus. Eigens rekonstruierte Duncan-Choreografien wurden von Madeleine Lytton, Lori Belilove und Ensembletänzerinnen des Oakland Ballet präsentiert. Die Schauspielerin Julie Harris wurde als Sprecherin verpflichtet und fügte Ausschnitte aus Isadora Duncans Schriften und Reden ein.
Als Nebenfigur tauchte Isadora Duncan in folgenden Filmen und Fernsehserien auf:
- Saturday Night Live: amerikanische Comedy-Show, Staffel 1/Folge 15: Jill Clayburgh, Leon Redbone, The Singing Idlers (Ausstrahlung am 28. Februar 1976); Regie: Dave Wilson, Gary Weis, Walter Williams; Isadora Duncan: Jill Clayburgh
- Tabu (1982): brasilianischer Musikfilm; Regie: Júlio Bressane; Isadora Duncan: Cláudia O’Reilly
- Esenin (2005): TV-Miniserie über das Leben Sergej Jessenins; Regie: Igor Zaytsev; Isadora Duncan: Sean Young
- The Woman with the Hungry Eyes (2006): Filmbiografie über die amerikanische Stummfilm-Diva Theda Bara; Regie: Hugh Munro Neely; Isadora Duncan: Megan Blanchard
- Curious and Unusual Deaths: kanadische TV-Serie; Staffel 2/Folge 5: Rich and Famous Deaths (Ausstrahlung am 30. März 2012); Regie: Aaron Woodley; Isadora Duncan: Sherry Garner

Im Film Serpico (1973) wiederum liest der Hauptdarsteller, ein Polizist mit musischen Ambitionen, die Memoiren von Isadora Duncan.

## Choreografien über Isadora Duncan

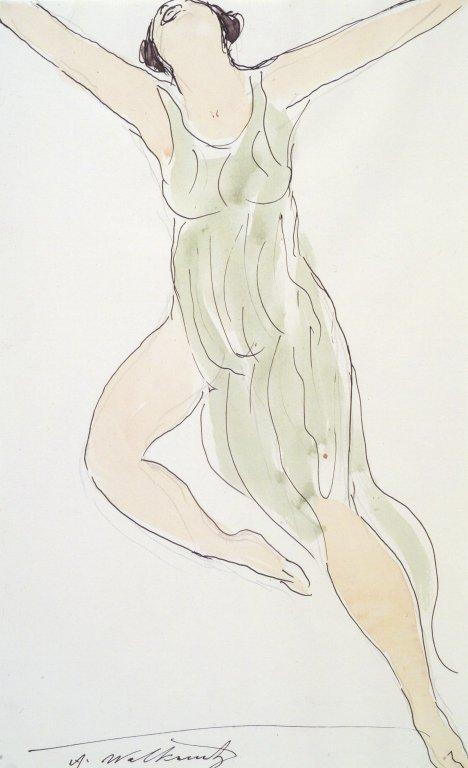
Isadora Duncan. Aquarell über Tintezeichnung von Abraham Walkowitz, um 1915

Auch einige Choreografen erwiesen Isadora Duncan ihre Reverenz. Ironischerweise entstanden ihre Arbeiten für klassisch ausgebildete Ballerinen und Ballettensembles: für jenen Bereich des Tanzes, den Isadora Duncan harsch kritisiert hat.
Frederick Ashton choreografierte für Lynn Seymour das Solo Brahms Waltz zu Johannes Brahms’ Walzer Opus 39 (Nummer 15). Dieses Ballett gelangte am 22. Juni 1975 in der Hamburgischen Staatsoper zur Aufführung. Später wurde es in den USA unter dem Titel Homage to Isadora präsentiert. 1976 entstand eine erweiterte Fassung für das Londoner Ballet Rambert: Five Brahms Waltzes in the Manner of Isadora Duncan, ebenfalls zu Brahms’ Walzer Opus 39 (Nummern 1, 2, 8, 10, 13, 15). Die Premiere fand am 15. Juni 1976 statt.
Weiterhin brachte Maurice Béjart am 28. Dezember 1976 in der Oper von Monte Carlo sein Ballett Isadora heraus. Wie schon Isadora Duncan verwendete er Musik von Ludwig van Beethoven, Frédéric Chopin, Franz Schubert, Franz Liszt und Johannes Brahms. Die Titelpartie tanzte Maja Plissezkaja. 1983 erarbeitete Béjart eine alternative Variante für Marcia Haydée: erstmals aufgeführt am 28. Mai 1983 in Stuttgart.

## Preis nach der Tänzerin
Seit 2007 verleiht die Münchner Iwanson-Sixt-Stiftung zeitgenössischer Tanz einmal jährlich den nach Duncan benannten „Isadora-Preis“ für Verdienste um den zeitgenössischen Tanz.